# Парлак, Бирол
Бирол Парлак (тур. Birol Parlak; 1 марта 1990 года, Ризе) — турецкий футболист, играющий на позиции защитника.

## Клубная карьера
Бирол Парлак начинал свою карьеру футболиста в клубе «Мерсин Идманюрду» в 2008 году, который в то время играл в турецкой Второй лиге. Затем он выступал за команды Третьей, Второй и Первой лиг Турции: «Тепеджикспор», «Тарсус Идманюрду», «Чамлыдере Шекерспор» и «Фетхиеспор».
Летом 2014 года Бирол Парлак перешёл в клуб Суперлиги «Эскишехирспор». 30 августа того же года он дебютировал на высшем уровне, выйдя в основном составе в домашней игре с «Коньяспором». В январе 2016 года защитник стал игроком «Кайсериспора», а в августе того же года заключил контракт с «Аланьяспором», дебютировавшим тогда в главной турецкой лиге.